# Малукса (станция)
Ма́лукса — железнодорожная станция Октябрьской железной дороги в Кировском районе Ленинградской области, расположенная в посёлке Новая Малукса.
На станции останавливаются электрички на Будогощь, а также в обратном направлении на Санкт-Петербург-Ладожский и Санкт-Петербург-Московский.